# 尼加拉瓜签证政策
入境尼加拉瓜的旅客需要出示该国签证才能入境，除非该国公民可以获得免签资格，根据规定，护照有效期不得少于6个月。

## 签证政策地图

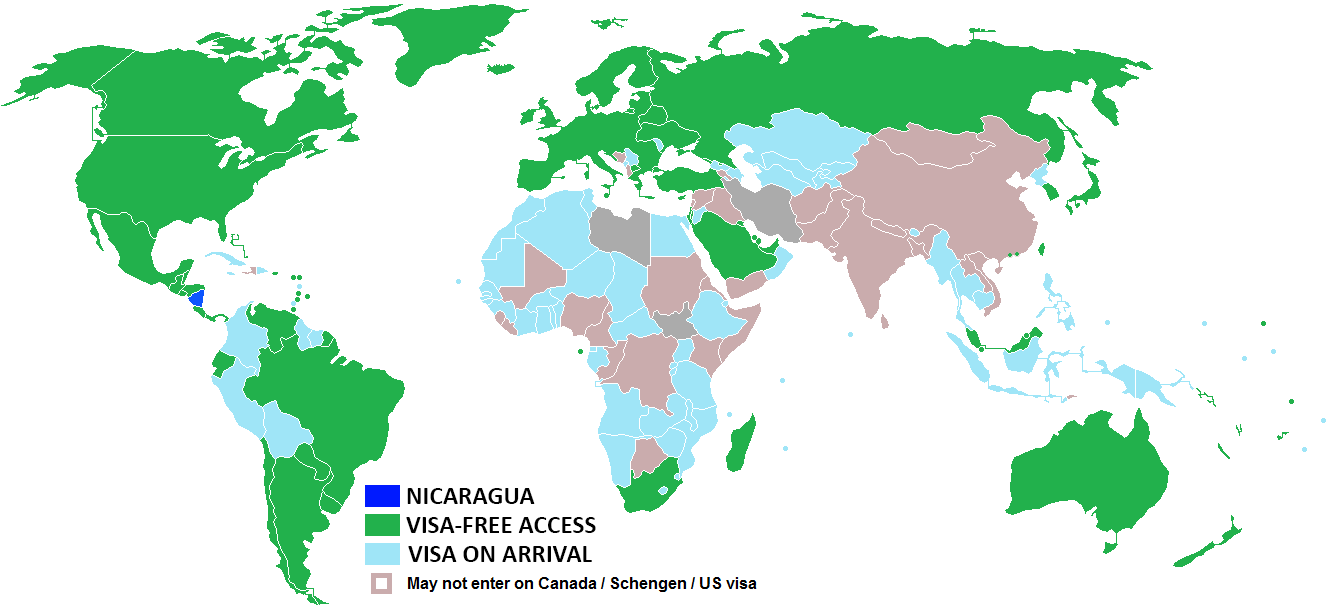
尼加拉瓜
免签证
落地签证
该国家/地区的公民不能使用美国、加拿大、申根签证入境

## 免签证
以下93个国家和地区的公民，持普通护照可免签证入境尼加拉瓜，期限90天（需出示资金证明、下一目的地证明）：
| - 欧盟成员国或申根区公民 - 阿布哈茲 - 安道尔 - 安地卡及巴布達 - 阿根廷 - 巴哈马 - 巴林 - 白俄羅斯 - 巴西 - 加拿大 - 智利 | - 薩爾瓦多 - 斐济 - 香港 - 伊朗 - 以色列 - 日本 - 科威特 - 澳門 - 北馬其頓 - 马达加斯加 - 马来西亚 - 马绍尔群岛 - 墨西哥 | - 摩納哥 - 新西兰 - 巴勒斯坦 - 巴拿马 - 巴拉圭 - 羅馬尼亞 - 俄羅斯 - 圣基茨和尼维斯 - 圣卢西亚 - 圣马力诺 - 聖多美和普林西比 - 沙烏地阿拉伯 - 新加坡 | - 所罗门群岛 - 南非 - 南奥塞梯 - 臺灣 - 千里達及托巴哥 - 土耳其 - 乌克兰 - 阿联酋 - 美国 - 乌拉圭 - 梵蒂冈 - 委內瑞拉 |  |

另外，持有美国、加拿大和申根区的签证也可以入境尼加拉瓜，但不适用于阿富汗、阿尔巴尼亚、亚美尼亚、孟加拉国、波斯尼亚和黑塞哥维那、博茨瓦纳、喀麦隆、中国、刚果共和国、刚果民主共和国、古巴、厄立特里亚、海地、印度、伊拉克、肯尼亚、老挝、黎巴嫩、利比里亚、马里、蒙古、尼泊尔、尼日利亚、巴基斯坦、塞拉利昂、索马里、斯里兰卡、苏丹、叙利亚、东帝汶、越南和也门的公民。
以下73个国家和地区的公民，持普通护照可办理落地签证入境尼加拉瓜：
| - 安哥拉 - 阿尔及利亚 - 不丹 - 玻利维亚 - 布吉納法索 - 柬埔寨 - 中非 - 哥伦比亚 - 多米尼克 - 埃及 - 衣索比亞 - 赤道几内亚 - 加彭 - 格瑞那達 - 几内亚 - 印度尼西亞 - 牙买加 - 约旦 - 基里巴斯 - 賴索托 - 马拉维 | - 馬爾地夫 - 毛里塔尼亚 - 模里西斯 - 密克羅尼西亞聯邦 - 摩尔多瓦 - 蒙特內哥羅 - 摩洛哥 - 莫桑比克 - 緬甸 - 纳米比亚 - 瑙鲁 - 尼日尔 - 阿曼 - 帛琉 - 秘魯 - 菲律賓 - 卢旺达 - 萨摩亚 - 塞内加尔 - 塞爾維亞 - 塞舌尔 - 苏里南 - 坦桑尼亚 - 泰國 - 多哥 - 突尼西亞 - 乌干达 - 尚比亞 - 辛巴威 |  |

对于持玻利维亚、哥伦比亚、多米尼加、埃及、格林纳达、圭亚那、印度、牙买加、肯尼亚、黑山、摩洛哥、巴布亚新几内亚、秘鲁、菲律宾、塞尔维亚、苏里南和泰国外交或公务护照者，亦可以免签证入境尼加拉瓜。

## 过境
任何人士若在机场过境不超过24小时，并出示联程机票者，则不需要签证。此政策不适用于阿富汗、阿尔巴尼亚、亚美尼亚、孟加拉国、波斯尼亚和黑塞哥维那、博茨瓦纳、喀麦隆、中国、刚果共和国、刚果民主共和国、古巴、厄立特里亚、海地、印度、伊拉克、肯尼亚、老挝、黎巴嫩、利比里亚、马里、蒙古、尼泊尔、尼日利亚、巴基斯坦、塞拉利昂、索马里、斯里兰卡、苏丹、叙利亚、东帝汶、越南和也门的公民。

## 旅游卡
旅客入境时，需要在当地购买旅游卡（费用为10美元）。

## 互认
若持有CA-4国家（尼加拉瓜、洪都拉斯、危地马拉、萨尔瓦多）中任何一国签证即可免签进入CA-4其他国家。